# Jayme Cramer
Jayme Cramer (20 de enero de 1983) es un deportista estadounidense que compitió en natación. Ganó tres medallas en el Campeonato Mundial de Natación en Piscina Corta de 2006.

## Palmarés internacional
| Campeonato Mundial en Piscina Corta | Campeonato Mundial en Piscina Corta | Campeonato Mundial en Piscina Corta | Campeonato Mundial en Piscina Corta |
| Año                                 | Lugar                               | Medalla                             | Prueba                              |
| ----------------------------------- | ----------------------------------- | ----------------------------------- | ----------------------------------- |
| 2006                                | Shanghái (China)                    | Medalla de plata                    | 4 × 100 m estilos                   |
| 2006                                | Shanghái (China)                    | Medalla de bronce                   | 4 × 200 m libre                     |
| 2006                                | Shanghái (China)                    | Medalla de bronce                   | 100 m mariposa                      |